# ニック・ソラック
ニコラス・ブレイク・ソラック（Nicholas Blake Solak, 1995年1月11日 - ）は、アメリカ合衆国イリノイ州デュページ郡ウッドリッジ出身のプロ野球選手（内野手）。右投右打。MLBのピッツバーグ・パイレーツ傘下所属。

## 経歴

### プロ入りとヤンキース傘下時代
2016年のMLBドラフト2巡目（全体62位）でニューヨーク・ヤンキースから指名され、プロ入り。契約後、傘下のA-級スタテンアイランド・ヤンキースでプロデビュー。64試合に出場して打率.321、3本塁打、25打点、8盗塁を記録した。
2017年はA+級タンパ・ヤンキースとAA級トレントン・サンダーでプレーし、130試合に出場して打率.297、12本塁打、53打点、14盗塁を記録した。

### レイズ傘下時代
2018年2月20日にアリゾナ・ダイヤモンドバックスを含んだ三角トレードで、タンパベイ・レイズへ移籍した。シーズンでは傘下のAA級モンゴメリー・ビスケッツでプレーし、126試合に出場して打率.282、19本塁打、76打点、21盗塁を記録した。
2019年はAAA級ダーラム・ブルズで開幕を迎え、後述の移籍まで85試合に出場した。

### レンジャーズ時代
2019年7月13日にピート・フェアバンクスとのトレードで、テキサス・レンジャーズへ移籍した。移籍後は傘下のAAA級ナッシュビル・サウンズへ配属され、移籍前を含めたマイナー2球団合計で115試合に出場して打率.289、27本塁打、74打点、5盗塁を記録した。8月20日にメジャー契約を結んでアクティブ・ロースター入りし、同日のロサンゼルス・エンゼルス戦にて「6番・指名打者」で先発出場してメジャーデビュー（この試合では3打数1安打）。この年メジャーでは33試合に出場して打率.293、5本塁打、17打点、2盗塁を記録した。
2020年は新型コロナウイルスの感染拡大の影響で60試合制となる中で、開幕から左翼手、二塁手、中堅手など複数のポジションを守り58試合に出場した。
2021年は開幕戦から正二塁手として起用されて127試合に出場し、打率こそ.242であったが、初の二ケタ本塁打となる11本塁打、49打点を記録した。
2022年は開幕から不振を極め、5月19日にマイナー降格。その後は2回の昇降格を繰り返したが成績は上がらず、また9月に右足を骨折したこともあり、メジャーでの出場は35試合にとどまった。

### レッズ傘下時代
2022年11月20日に金銭トレードでシンシナティ・レッズに移籍した。
2023年のスプリングトレーニングでは24打席（20打数）で2安打しか打つことができず、開幕前の3月30日にDFAとなった。

### ホワイトソックス傘下時代
2023年4月1日に金銭トレードでシアトル・マリナーズに移籍したが、同月9日にDFAとなり、同月13日にウェイバー公示を経てシカゴ・ホワイトソックスに移籍した。直後の4月16日にDFAとなった。

### ブレーブス時代
2023年4月18日にウェイバー公示を経てアトランタ・ブレーブスに移籍した 。AAA級グウィネット・ストライパーズに配属となったが、イーライ・ホワイトが父性リストに載ったことを受け、4月25日にメジャーに昇格。同日のマイアミ・マーリンズ戦に代走として出場した。4月28日にマイナーに降格し、6月6日にDFAとなった。

### タイガース時代
2023年6月9日にウェイバー公示を経てデトロイト・タイガースに移籍した。移籍後は同月12日にメジャー昇格を果たしたものの、結果を残せないまま8月4日にアンドリュー・バスケスを獲得したことに伴ってDFAとなり、AAA級トレド・マッドヘンズに降格した。これ以降、メジャーに再昇格することは無く、オフの11月6日にFAとなった。

### マリナーズ傘下時代
2024年2月2日にシアトル・マリナーズとマイナー契約を結んだ。同年のスプリングトレーニングには招待選手として参加したが、開幕はAAA級タコマ・レイニアーズで迎えた。ただ、この年メジャーに昇格する機会は一度も訪れないまま、オフの11月4日にFAとなった。

### パイレーツ時代
2024年12月6日にピッツバーグ・パイレーツとマイナー契約を結び、2025年のスプリングトレーニングには招待選手として参加した。併せて、同日中にAAA級インディアナポリス・インディアンスに配属された。2025年5月16日にメジャー契約を結び昇格し、同日のフィラデルフィア・フィリーズ戦に6番・一塁で先発出場、2022年以来の安打を打った。ただ、4試合の出場で安打はその1安打のみで、6月3日にニック・ゴンザレスの復帰に伴ってAAA級インディアナポリス・インディアンズに降格した。

## 詳細情報

### 年度別打撃成績
| 年 度    | 球 団    | 試 合 | 打 席 | 打 数 | 得 点 | 安 打 | 二 塁 打 | 三 塁 打 | 本 塁 打 | 塁 打 | 打 点 | 盗 塁 | 盗 塁 死 | 犠 打 | 犠 飛 | 四 球 | 敬 遠 | 死 球 | 三 振 | 併 殺 打 | 打 率 | 出 塁 率 | 長 打 率 | O P S |
| -------- | -------- | ----- | ----- | ----- | ----- | ----- | -------- | -------- | -------- | ----- | ----- | ----- | -------- | ----- | ----- | ----- | ----- | ----- | ----- | -------- | ----- | -------- | -------- | ----- |
| 2019     | TEX      | 33    | 135   | 116   | 19    | 34    | 6        | 1        | 5        | 57    | 17    | 2     | 0        | 0     | 0     | 15    | 1     | 4     | 29    | 2        | .293  | .393     | .491     | .884  |
| 2020     | TEX      | 58    | 233   | 209   | 27    | 56    | 10       | 0        | 2        | 72    | 23    | 7     | 1        | 0     | 4     | 18    | 0     | 2     | 42    | 6        | .268  | .326     | .344     | .671  |
| 2021     | TEX      | 127   | 511   | 458   | 57    | 111   | 18       | 2        | 11       | 166   | 49    | 7     | 5        | 2     | 2     | 34    | 0     | 15    | 107   | 11       | .242  | .314     | .362     | .677  |
| 2022     | TEX      | 35    | 95    | 82    | 14    | 17    | 1        | 0        | 3        | 27    | 4     | 3     | 2        | 1     | 0     | 7     | 0     | 5     | 19    | 1        | .207  | .309     | .329     | .638  |
| 2023     | ATL      | 1     | 0     | 0     | 1     | 0     | 0        | 0        | 0        | 0     | 0     | 0     | 0        | 0     | 0     | 0     | 0     | 0     | 0     | 0        | .000  | .000     | .000     | .000  |
| 2023     | DET      | 1     | 0     | 0     | 0     | 0     | 0        | 0        | 0        | 0     | 0     | 0     | 0        | 0     | 0     | 0     | 0     | 0     | 0     | 0        | .000  | .000     | .000     | .000  |
| '23計    | DET      | 2     | 0     | 0     | 1     | 0     | 0        | 0        | 0        | 0     | 0     | 0     | 0        | 0     | 0     | 0     | 0     | 0     | 0     | 0        | .000  | .000     | .000     | .000  |
| MLB：5年 | MLB：5年 | 255   | 974   | 865   | 118   | 218   | 35       | 3        | 21       | 322   | 93    | 19    | 8        | 3     | 6     | 74    | 1     | 26    | 197   | 20       | .252  | .327     | .372     | .699  |

- 2024年度シーズン終了時

### 年度別守備成績
内野守備
| 年 度 | 球 団 | 一塁（1B） | 一塁（1B） | 一塁（1B） | 一塁（1B） | 一塁（1B） | 一塁（1B） | 二塁（2B） | 二塁（2B） | 二塁（2B） | 二塁（2B） | 二塁（2B） | 二塁（2B） | 三塁（3B） | 三塁（3B） | 三塁（3B） | 三塁（3B） | 三塁（3B） | 三塁（3B） |
| 年 度 | 球 団 | 試 合      | 刺 殺      | 補 殺      | 失 策      | 併 殺      | 守 備 率   | 試 合      | 刺 殺      | 補 殺      | 失 策      | 併 殺      | 守 備 率   | 試 合      | 刺 殺      | 補 殺      | 失 策      | 併 殺      | 守 備 率   |
| ----- | ----- | ---------- | ---------- | ---------- | ---------- | ---------- | ---------- | ---------- | ---------- | ---------- | ---------- | ---------- | ---------- | ---------- | ---------- | ---------- | ---------- | ---------- | ---------- |
| 2019  | TEX   | -          | -          | -          | -          | -          | -          | 5          | 6          | 9          | 0          | 3          | 1.000      | 11         | 9          | 15         | 3          | 1          | .889       |
| 2020  | TEX   | 1          | 0          | 0          | 0          | 0          | ----       | 17         | 21         | 30         | 1          | 5          | .981       | -          | -          | -          | -          | -          | -          |
| 2021  | TEX   | -          | -          | -          | -          | -          | -          | 121        | 169        | 270        | 5          | 63         | .989       | -          | -          | -          | -          | -          | -          |
| MLB   | MLB   | 1          | 0          | 0          | 0          | 0          | ----       | 143        | 196        | 309        | 6          | 71         | .988       | 11         | 9          | 15         | 3          | 1          | .889       |

外野守備
| 年 度 | 球 団 | 左翼（LF） | 左翼（LF） | 左翼（LF） | 左翼（LF） | 左翼（LF） | 左翼（LF） | 中堅（CF） | 中堅（CF） | 中堅（CF） | 中堅（CF） | 中堅（CF） | 中堅（CF） |
| 年 度 | 球 団 | 試 合      | 刺 殺      | 補 殺      | 失 策      | 併 殺      | 守 備 率   | 試 合      | 刺 殺      | 補 殺      | 失 策      | 併 殺      | 守 備 率   |
| ----- | ----- | ---------- | ---------- | ---------- | ---------- | ---------- | ---------- | ---------- | ---------- | ---------- | ---------- | ---------- | ---------- |
| 2020  | TEX   | 29         | 37         | 0          | 1          | 0          | .974       | 13         | 32         | 1          | 0          | 0          | 1.000      |
| MLB   | MLB   | 29         | 37         | 0          | 1          | 0          | .974       | 13         | 32         | 1          | 0          | 0          | 1.000      |

- 2021年度シーズン終了時

### 背番号
- 15（2019年 - 2023年）
- 46（2023年、2025年 - 同年5月28日）